# Blågylta
Blågylta (Labrus mixtus, tidigare även Labrus ossifragus) är en fisk i familjen läppfiskar. 

## Sexuell differens
De flesta blågyltor föds som honor, kallade rödnäbbor. Mellan 7 och 13 års ålder (vid 25–30 centimeters kroppslängd), byter fisken kön och blir hane, så kallad blåstråle. Vissa fiskar föds dock som hanar och byter aldrig kön. Dessa är dock rödaktiga, precis som honor, men saknar dessas svarta ryggfläckar.

## Utseende

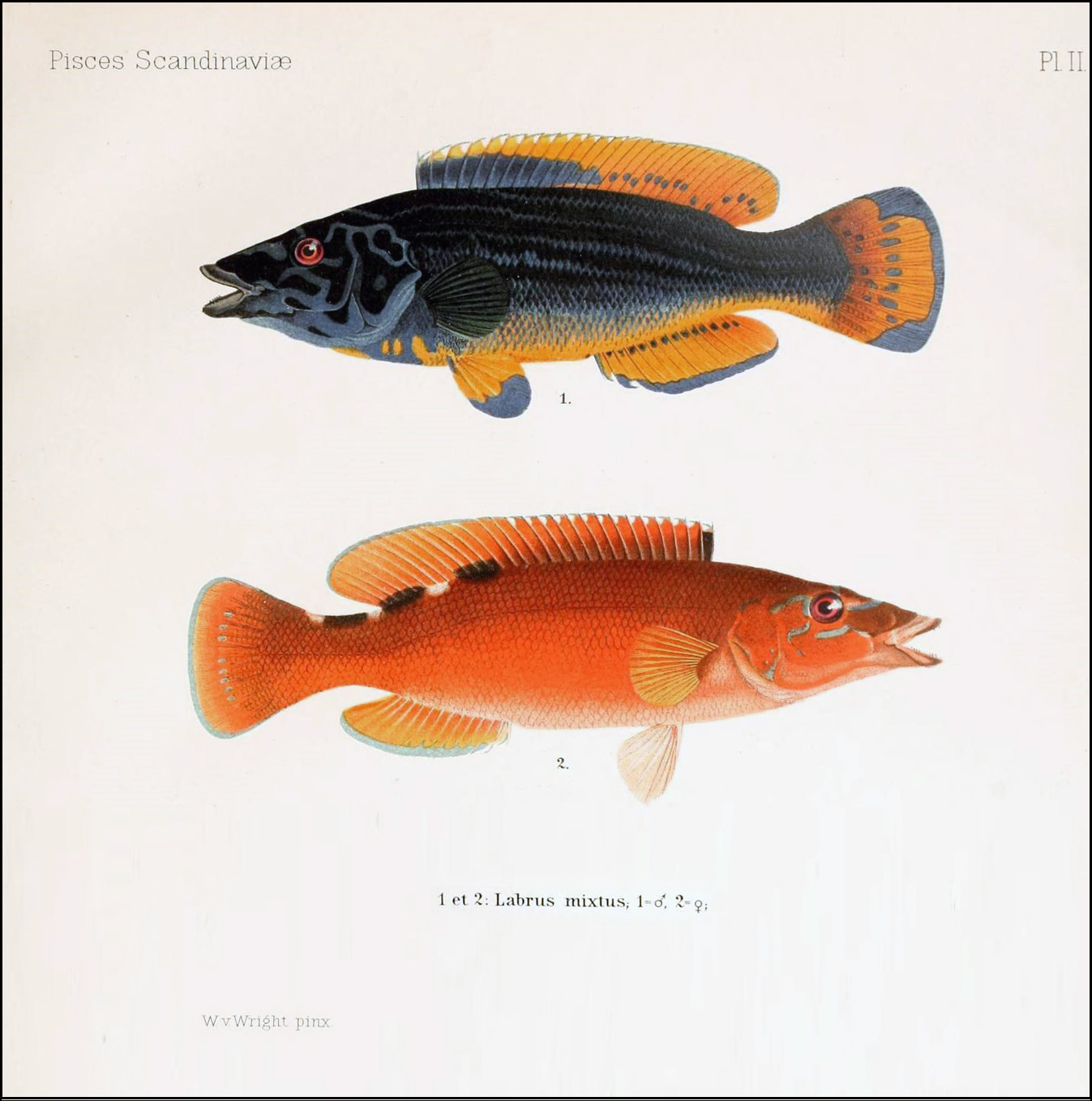
Blågylta av Wilhelm von Wright.

Blågyltan är en slank fisk med en enda, lång ryggfena. Huvudet är spetsigt med markerade läppar. Rödnäbban (honan) blir 25 till 30 centimeter lång och har en rödfärgad kropp, som är något ljusare på buken. På ryggen, vid slutet av ryggfenan, har hon tre svarta fläckar. Partiet mellan fläckarna är ofta ljusare.
Blåstrålen (hanen) kan bli upp till 40 centimeter lång och väga 1 kilogram. Han är mörkblå på huvudet, ryggen och övre delen av sidorna, med talrika ljusblå strimmor. Buken är röd. Ryggen saknar svarta fläckar.
Fisken kan bli minst 20 år gammal.

## Vanor
Blågyltan är en bottenfisk som lever i relativt kustnära vatten på upptill 200 meters djup. Den föredrar algzonen längs sten- eller klippkust. Den lever på mindre kräftdjur, blötdjur, borstmaskar och andra bottenlevande smådjur.
Lekperioden infaller under sommaren. Hanen bygger på bottnen ett bo av alger som honan lägger upp till 1 000 ägg i. Boet vaktas av båda föräldrarna tills äggen kläcks 1–2 veckor senare. Ungarna är pelagiska till en början, men söker sig till bottnan vid 4–5 centimeters längd.

## Utbredning
Arten finns från Gambia, Senegal, Azorerna, Madeira och Medelhavet, längs europeiska Atlantkusten upp till Engelska kanalen, runt Brittiska öarna och Färöarna samt från mellersta Norge till Kattegatt och Öresund.

## Hot
Det största hotet mot beståndet är övergödning. När båtägare kastar ankare i områden med koraller av ordningen Alcyonacea påverkas arten negativ. Under fiske i Medelhavet och kring Makaronesien fångas ibland större exemplar och de säljs på marknader. Kring Cypern fiskas blågylta med speciella nät men denna aktivitet minskade lite. Fortfarande har arten en stabil population. IUCN listar den som livskraftig (LC).